# Otto Geßler

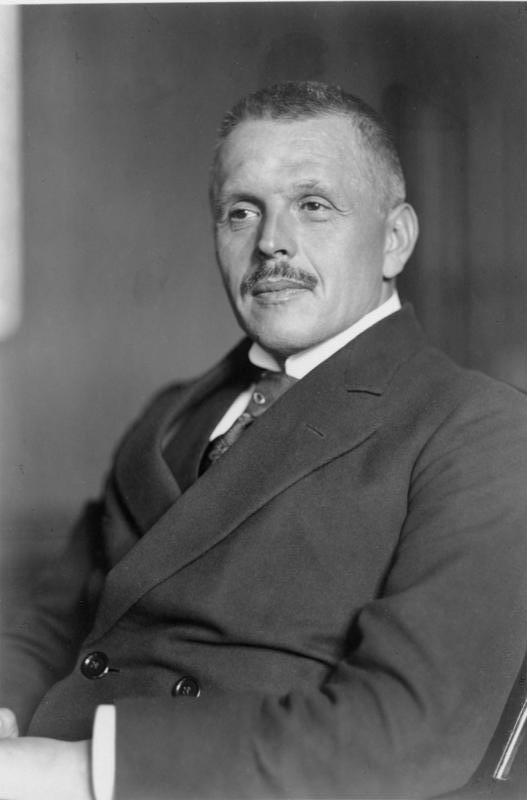
Otto Geßler (ca. 1923)

Otto Karl Geßler (* 6. Februar 1875 in Ludwigsburg; † 24. März 1955 in Lindenberg im Allgäu) war ein deutscher Politiker (DDP) und vom 27. März 1920 bis zum 19. Januar 1928 Reichswehrminister. Geßler war zudem von 1910 bis 1914 Bürgermeister von Regensburg, von 1914 bis 1919 Oberbürgermeister von Nürnberg und 1926 vorübergehend kommissarischer Reichskanzler und damit Regierungschef der Weimarer Republik.

## Leben

### Bis Ende des 1. Weltkriegs
Otto Geßler stammte aus kleinbürgerlichen Verhältnissen. Sein Vater war beruflich Unteroffizier und später als Gutsverwalter tätig. Nach Besuch des Gymnasiums in Lindau und Dillingen studierte er Jura in Erlangen, wo er im Wintersemester 1894/95 Mitglied der musischen Studentenverbindung AMV Fridericiana Erlangen wurde, außerdem in Tübingen und Leipzig. In Erlangen erfolgte 1898 seine Promotion zum Dr. iur. 1904 wurde er Staatsanwalt in Straubing, 1906 Gewerberichter am Gewerbegericht in München und 1910 Bürgermeister von Regensburg sowie 1914 Oberbürgermeister von Nürnberg.
Geßler gehörte in München dem Intellektuellen-Kreis um die Zeitschrift Die Freistatt, Wochenschrift für Politik, Literatur und Kunst an. Er wurde von den nationalsozialen Ideen Friedrich Naumanns beeinflusst und war wie dieser für eine Öffnung nach Links, auch zur SPD, offen. Er gehörte der linksliberalen Freisinnigen Volkspartei (ab 1910 der Fortschrittlichen Volkspartei) an. Er befürwortete eine Fusion mit der Nationalliberalen Partei und der Süddeutschen Volkspartei (Demokraten). Im März 1910 wurde der Münchner Gewerbegerichtstrat Geßler bei der Gründungstagung der Arbeitsgemeinschaft liberaler Kreisverbände zum Vorsitzenden gewählt. Sie wurde in Bayern als Dachorganisation und zentrale Geschäftsstelle aller liberalen Parteien ein Meilenstein der Vereinigungsbestrebungen, die maßgeblich von den Nationalsozialen Naumanns und den Jungliberalen vorangetrieben wurde. Sie strebten auch die Umwandlung der alten Honoratiorenparteien zu einer modernen Volkspartei an. Da Geßler im Dezember 1910 zum Regensburger Bürgermeister gewählt wurde, trat er im Oktober 1911 als Vorsitzender zurück, blieb aber im Geschäftsführenden Vorstand.
Während der Kriegsjahre bewältigte er in enger Abstimmung mit SPD und Gewerkschaften die schwierige Versorgungslage, so dass es in der Industrie- und Arbeiterstadt Nürnberg, anders als in vergleichbaren Großstädten, nicht zu großen Streiks, Lebensmittelunruhen oder Krawallen kam. Er wurde im Juni 1916 in den kriegswichtigen Ernährungsbeirats Bayerns berufen. Er nutzte seinen Zugang zur Staatsspitze am 5. November 1918, um Otto von Dandl, den Vorsitzenden des Ministerrats, und König Ludwig III. vor der unmittelbaren Umsturzgefahr zu warnen, und drängte auf sofortigen Vollzug der Parlamentarisierung Bayerns. Er wurde, bevor Kurt Eisner am 8. November die Republik ausrief, als möglicher Nachfolger Dandls gehandelt.

### Ab Ende des 1. Weltkriegs
Geßler war am 16. November 1918 im Augustinerbräu neben Georg Hohmann, Ludwig Quidde, Ernst Müller-Meiningen, Pius Dirr und Karl Hübsch einer der Gründer der Deutschen Volkspartei in Bayern. Die Neugründung bekannte sich klar zur Republik und wurde wesentlich von den Aktiven der Arbeitsgemeinschaft liberaler Kreisverbände, den Nationalsozialen und Jungliberalen getragen. Einige Monate später wurde sie zur Deutschen Demokratischen Partei (DDP) umbenannt und schloss sich der reichsweiten DDP an.
Am 25. Oktober 1919 übernahm er das neu geschaffene Amt des Wiederaufbauministers im Kabinett Bauer. Zwei Wochen nach dem Kapp-Putsch bildete Hermann Müller (SPD) ein neues Kabinett und berief Geßler zum Nachfolger von Reichswehrminister Gustav Noske (SPD). Dieses leitete Geßler unter mehreren Reichskanzlern (zuletzt im Kabinett Marx IV) fast acht Jahre lang. Er arbeitete als Reichswehrminister eng mit dem Chef der Heeresleitung Hans von Seeckt zusammen, der ihn aber als „bloßen Zivilisten“ kaum respektierte.

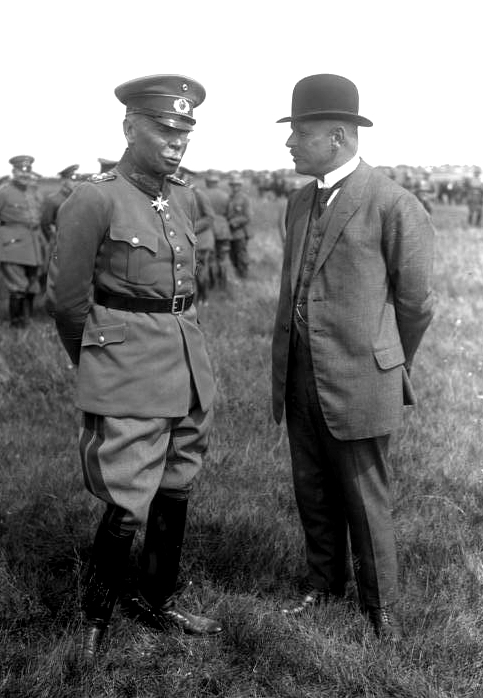
Otto Geßler und Hans von Seeckt (links), 1926

Nach der Beendigung des „passiven Widerstands“ gegen die Ruhrbesetzung durch die Regierung Stresemann und der verfassungswidrigen Machtübernahme Gustav von Kahrs in Bayern verhängte Reichspräsident Friedrich Ebert am 26. September 1923 den Ausnahmezustand über das gesamte Reich. Die vollziehende Gewalt übertrug er – im Sinne des sogenannten zivilen Ausnahmezustands – an Reichswehrminister Geßler. Dieser delegierte sie weiter an die Wehrkreisbefehlshaber. Am 28. September ordnete Geßler ein Verbot der NSDAP-Zeitung Völkischer Beobachter an, nachdem diese einen beleidigenden Artikel gegen General von Seeckt und Reichskanzler Gustav Stresemann gedruckt hatte. Als sich Generalleutnant Otto von Lossow als Wehrkreisbefehlshaber in München weigerte, dies umzusetzen, enthob Geßler ihn am 20. Oktober seines Amtes. Der bayerische Generalstaatskommissar von Kahr ernannte Lossow daraufhin zum Landeskommandanten und betraute ihn mit der Führung des „bayerischen Teils des Reichsheeres“. Trotz dieses offen reichsfeindlichen Verhaltens der bayerischen Regierung erachtete Geßler eine Verhängung der Reichsexekution gegen Bayern als aussichtslos, da die Reichswehr unter Seeckt nicht bereit gewesen sei, diese auszuführen.
Ende Oktober bzw. Anfang November 1923 befahl Geßler jedoch die militärische Entmachtung der Landesregierungen von Sachsen und Thüringen, an denen die KPD beteiligt war. Diese führte die Reichswehr bereitwillig aus, allein in Sachsen waren 60.000 Soldaten im Einsatz. Zur Niederschlagung des Münchener Hitlerputsches in der Nacht vom 8. zum 9. November 1923 erklärte der Reichspräsident dann den „großen“, d. h. militärischen, Ausnahmezustand, womit die Exekutivgewalt an General von Seeckt überging.
Nach dem Tod Friedrich Eberts 1925 beabsichtigte Geßler, als Sammelkandidat der bürgerlichen Parteien zur Wahl des Reichspräsidenten anzutreten. Er scheiterte aber vor allem am Widerstand des Reichsaußenministers Gustav Stresemann, der auf Grund von Informationen des deutschen Botschafters in Paris außenpolitische Bedenken hatte. Eine Präsidentschaft Geßlers hätte in Frankreich den Eindruck erwecken können, „die politische Leitung würde in die Hand der Reichswehr“ übergehen. Im Oktober 1926 erreichte Geßler die Entlassung Seeckts als Chef der Heeresleitung. Anlass war die Teilnahme Wilhelm Prinz von Preußens, des ältesten Sohns des Hohenzollern-Kronprinzen, an einem Manöver des Infanterieregiments Nr. 9 der Reichswehr, die für großes Aufsehen gesorgt hatte. Der einzige, der darüber nicht informiert gewesen war, war der Reichswehrminister selbst.
Geßlers Ziel war eine überparteiliche, neutrale Reichswehr. Er blieb trotz häufiger Regierungswechsel nahezu acht Jahre im Amt. Zwischen dem 12. und dem 17. Mai 1926 war er nach dem Rücktritt von Reichskanzler Hans Luther als dessen Stellvertreter für sechs Tage kommissarischer Reichskanzler. Am 3. Dezember 1926 trat er aus der DDP aus. In dieser Zeit wurden die Angriffe der SPD gegen ihn immer heftiger. Unter anderem wurde ihm eine Nähe zu rechtsgerichteten Kreisen und zur Großindustrie vorgeworfen.

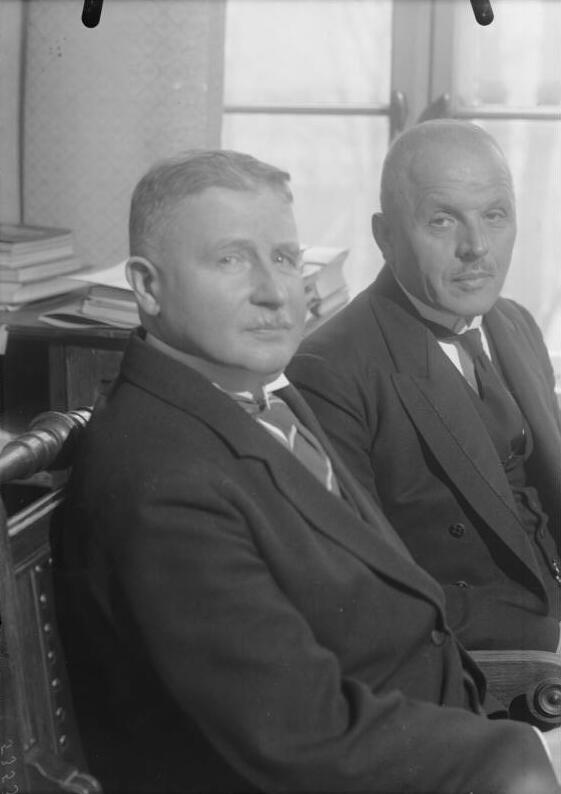
Geßler mit seinem Nachfolger im Amt des Reichswehrministers, Wilhelm Groener (1928).

Wegen des Vorwurfs finanzieller Unregelmäßigkeiten in seinem Verantwortungsbereich im Zusammenhang mit der geheimen Aufrüstung der Reichswehr (Lohmann-Affäre), vor allem des Bestehens von geheimen Fonds zur Rüstungsfinanzierung, musste Geßler am 28. Januar 1928 zurücktreten. Offiziell lautete die Begründung aber, er sei aus gesundheitlichen Gründen zurückgetreten. Sein Nachfolger wurde der parteilose ehemalige General Wilhelm Groener.
Von Dezember 1928 bis Februar 1932 war Geßler Präsident des Volksbunds deutscher Kriegsgräberfürsorge. Am 31. März 1931 wurde er Vorsitzender des Luther-Bundes (Bund zur Erneuerung des Reiches). Im Herbst 1931 scheiterte sein Versuch, Innenminister im Kabinett Brüning II zu werden; Brüning beauftragte Reichswehrminister Groener zusätzlich mit der Leitung dieses Ministeriums.
Nach der NS-Machtübernahme 1933 zog sich Geßler aus der Politik zurück. Er war Mitglied der Widerstandsgruppe um Franz Sperr, hatte Kontakte zum Kreisauer Kreis, war 1944 in Pläne des Widerstands eingeweiht und im Schattenkabinett Beck/Goerdeler für den Fall eines gelungenen Staatsstreiches als Politischer Beauftragter im Wehrkreis VII (München) eingeplant. Zwei Tage nach dem Attentat auf Adolf Hitler am 20. Juli 1944 wurde er verhaftet. Er war bis zum 24. Februar 1945 im KZ Ravensbrück interniert.
1945 beriet er den bayerischen Ministerpräsidenten Fritz Schäffer. Von 1949 bis 1955 war er Präsident des Bayerischen Roten Kreuzes, 1950 bis 1952 Präsident des Deutschen Roten Kreuzes und danach dessen Ehrenpräsident. Von 1950 bis 1955 war Geßler Mitglied des Bayerischen Senats.
Seine Erinnerungen Reichswehrpolitik in der Weimarer Zeit bereitete Geßler mit dem Journalisten Kurt Sendtner vor, der auch einen Lebensabriss schrieb, Dokumente hinzufügte und edierte sowie ein sehr persönlich formuliertes Geleitwort von Bundespräsident Theodor Heuss beschaffte. Die von Sendtner herausgegebenen Memoiren erschienen posthum 1958. Das Manuskript, das für die Publikation erheblich gekürzt wurde, ist in Geßlers Nachlass im Bundesarchiv Koblenz erhalten. Sendtner übergab dem Bundesarchiv nach Abschluss der Publikationen einen Teil des Nachlasses, der andere Teil kam vom Hauptgeschäftsführer des Bayrischen Roten Kreuzes. Das Bundesarchiv beschreibt die Probleme und Lücken, aber auch den Wert des Nachlasses ausführlich.

## Ehrungen
- 1952: Großes Verdienstkreuz mit Stern der Bundesrepublik Deutschland
- 1952: Ehrenbürger von Lindenberg im Allgäu

In Nürnberg wurde im Bezirk Schleifweg die Otto-Geßler-Straße nach ihm benannt, ebenso gibt es in seinem Geburtsort Ludwigsburg, in Regensburg, in Lindau sowie in Lindenberg im Allgäu eine ihm zu Ehren benannte Straße. Die heutige Rotkreuzklinik Lindenberg trug bis ins Jahr 2010 den Namen Dr.-Otto-Geßler-Kreiskrankenhaus Lindenberg.

## Schriften (Auswahl)
- Reichswehrpolitik in der Weimarer Zeit. Hrsg. von Kurt Sendtner, Geleitwort von Theodor Heuss. Deutsche Verlags-Anstalt, Stuttgart 1958 (Volltext Digitalisat BSB München).
- Auf dem Nürnberger Bürgermeisterstuhl im Weltkrieg. 1914–1918. In: Walter Goetz (Hrsg.): Festgabe für Seine Königliche Hoheit Kronprinz Rupprecht. Verlag Bayerische Heimatforschung, München 1953, S. 98–126.
- Die Träger der Reichsgewalt. [Vorträge zum Staatsrecht]. Hanseatische Verlagsanstalt, Hamburg 1931.
- Der Aufbau der neuen Wehrmacht. In: Zehn Jahre deutsche Geschichte 1918–1928, Otto Stollberg Verlag, Berlin 1928, S. 87–103.
- Die budgetrechtliche Bedeutung des Staatshaushaltes nach bayerischem Staatsrecht. Dissertation, Juristische Fakultät, Friedrich-Alexander-Universität Erlangen, Erlangen 1900.